# Miranda (Italia)
Miranda è un comune italiano di 916 abitanti della provincia di Isernia in Molise.

## Storia
Un primo insediamento dell'attuale comune è da far risalire probabilmente all'XI secolo, come testimonia la facies normanna del castello che si erge sul promontorio prece, di cui tuttavia sopravvivono pochi elementi architettonici. Attorno ad esso si struttura il nucleo originario del paese, inframezzato da vari muraglioni che individuano i successivi strati abitativi costruiti a partire dalla fortezza primaria.
Le scarne documentazioni relative al feudo di Miranda testimoniano un fitto passaggio di proprietà tra varie famiglie nobili. Nel 1297 Andrea D’Isernia cedette il Castello di Croce al De Guissa in cambio del completo possesso di Miranda. Con la morte del grande giurista Andrea d'Isernia nel 1316, il figlio Tommaso d'Isernia prese il controllo del feudo. Nel 1445, alla dinastia dei D’Isernia successero i Di Somma. Di questi ultimi, lo stemma familiare costituito da due torri erte su fondo marino è ancora oggi il simbolo ufficiale del comune.

## Monumenti e luoghi d'interesse
La chiesa principale del comune è la cattedrale di Santa Maria Assunta, costruita nel 1493 e ultimata soltanto a metà del XIX secolo. Nel 1798 la facciata subì un importante lavoro di restauro, seguito da un secondo intervento nel 1919, come ricorda l'iscrizione riportata immediatamente sotto il timpano: Piae fidelium oblationes hanc frontem restaurarunt MCMXIX (Le pie offerte dei fedeli restaurarono questa facciata).
Altro importante edificio religioso è la cappella di Santa Lucia, ubicata sui monti che circondano l'abitato e da cui si gode della visuale dell'intera vallata di Isernia. Prospiciente alla chiesa vi è una grotta in cui una leggenda locale vuole essersi rifugiata la santa nel tentativo di sfuggire ai suoi persecutori; in suo onore, è consuetudine recarsi l'ultima domenica di agosto in prossimità della cappella e trascorrervi l'intera giornata, assistendo alla messa e accampandosi per un lauto pranzo familiare.
Il 15 agosto 1955, l'allora giovane studente Raffaele Pizzi e appassionato di archeologia ha ritrovato in un vallone poco fuori Miranda una stele risalente al I secolo, sulla quale sono raffigurate quattro persone. A causa di alcune proteste legate alla superstizione la stele è stata recuperata solo nel 1968 e posizionata nella piazza centrale.

## Società

### Evoluzione demografica
Abitanti censiti

## Amministrazione
| Periodo        | Periodo        | Primo cittadino  | Partito             | Carica  | Note |
| -------------- | -------------- | ---------------- | ------------------- | ------- | ---- |
| 23 aprile 1995 | 13 giugno 2004 | Gaetano Marucci  | lista civica        | sindaco |      |
| 13 giugno 2004 | 25 maggio 2014 | Domenico Marucci | lista civica        | sindaco |      |
| 25 maggio 2014 | 26 maggio 2019 | Daniel Colaianni | Alternativa         | sindaco |      |
| 27 maggio 2019 | in carica      | Marco Ferrante   | Insieme per Miranda | sindaco |      |

## Galleria d'immagini

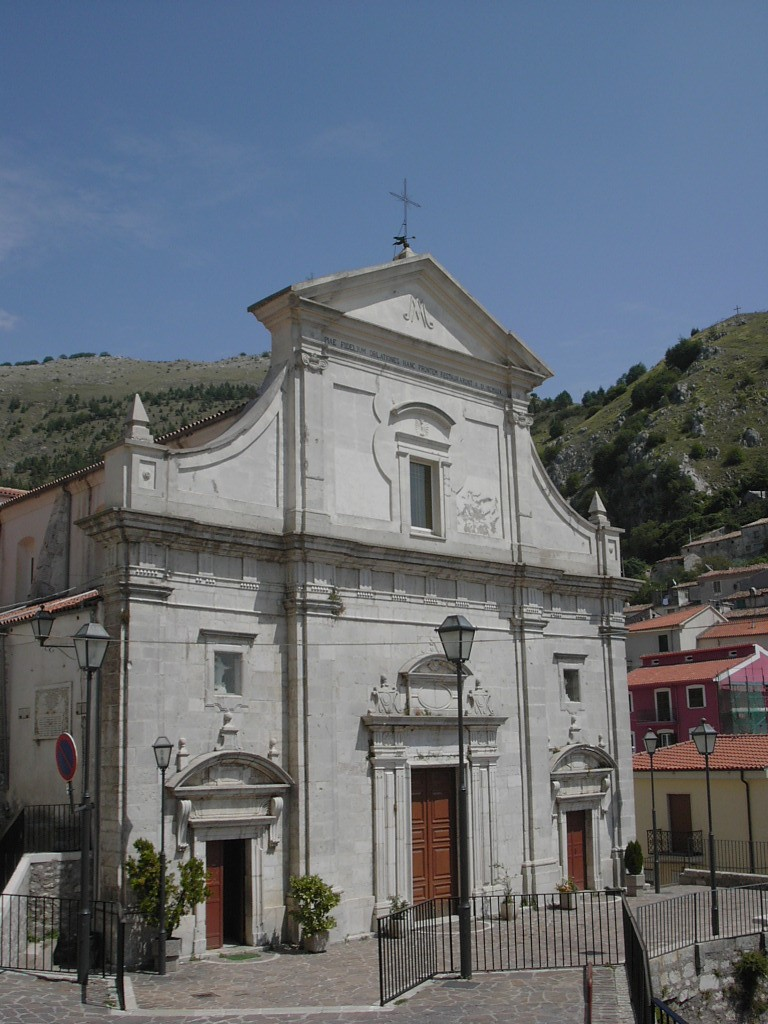
Cattedrale di Santa Maria Assunta
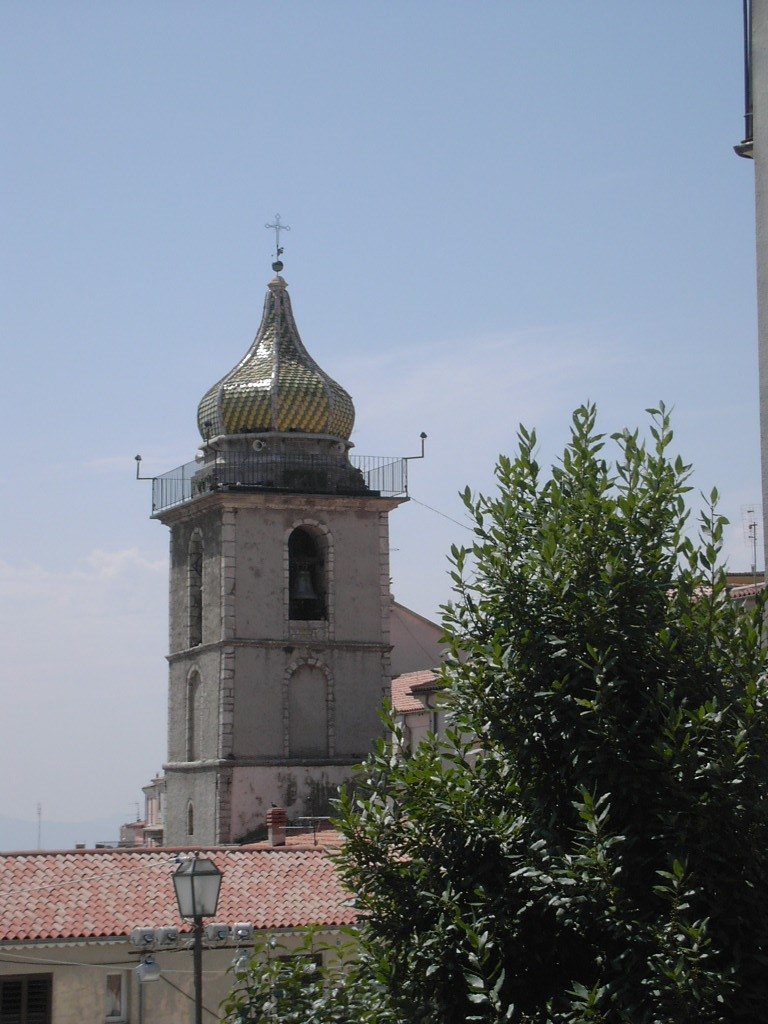
Campanile di Santa Maria Assunta
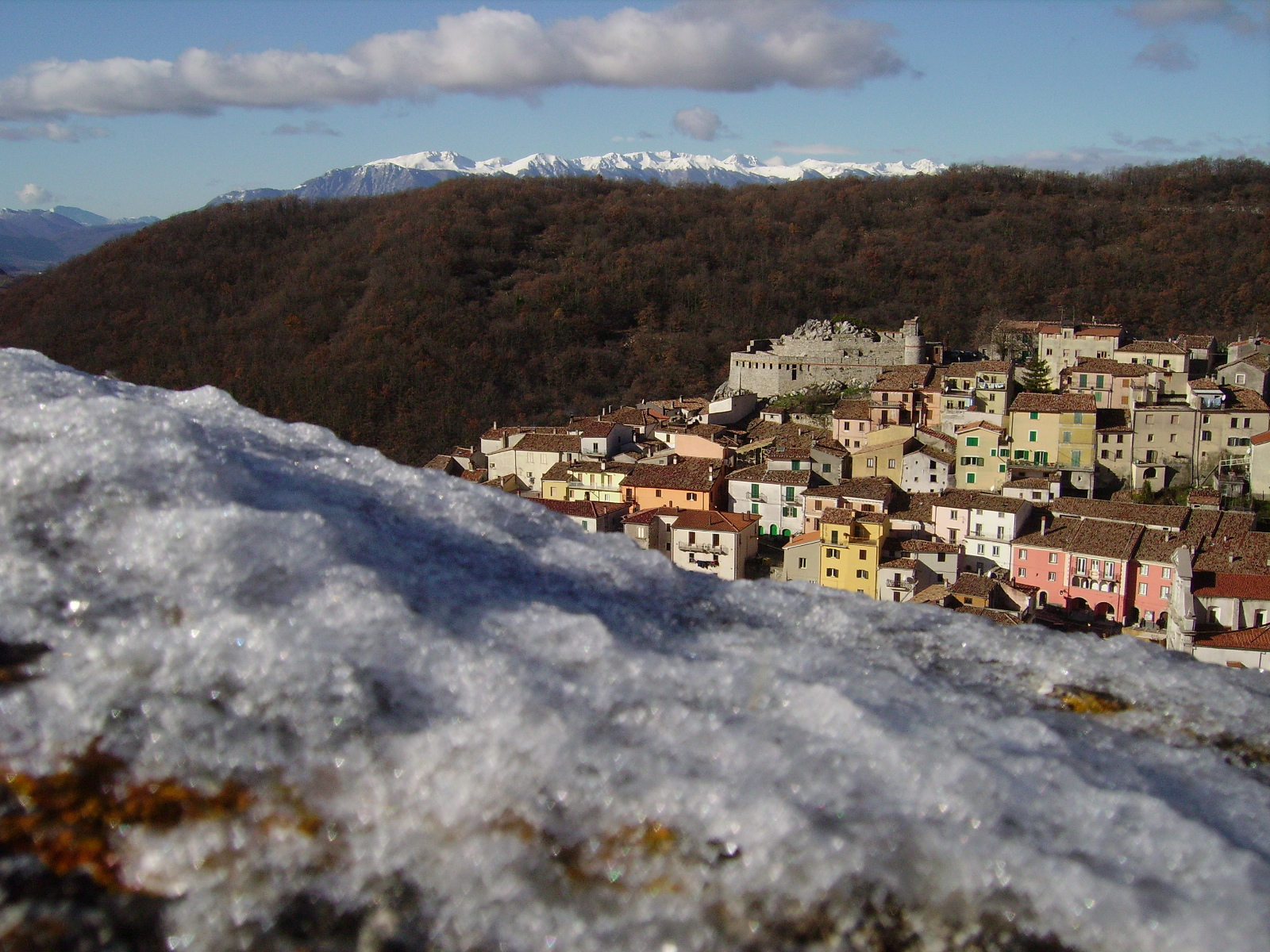
Panorama di Miranda
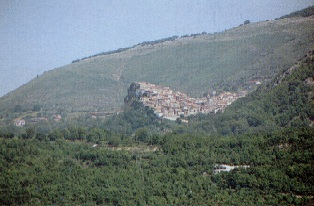
Panorama di Miranda da Isernia
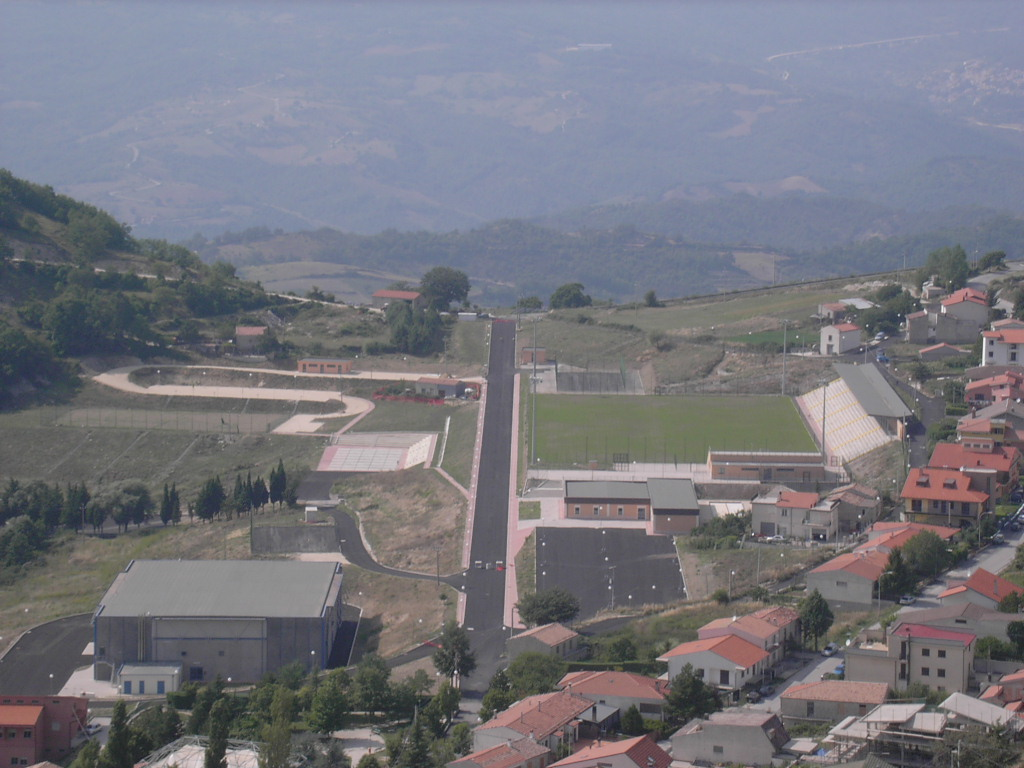
Centro sportivo di Miranda
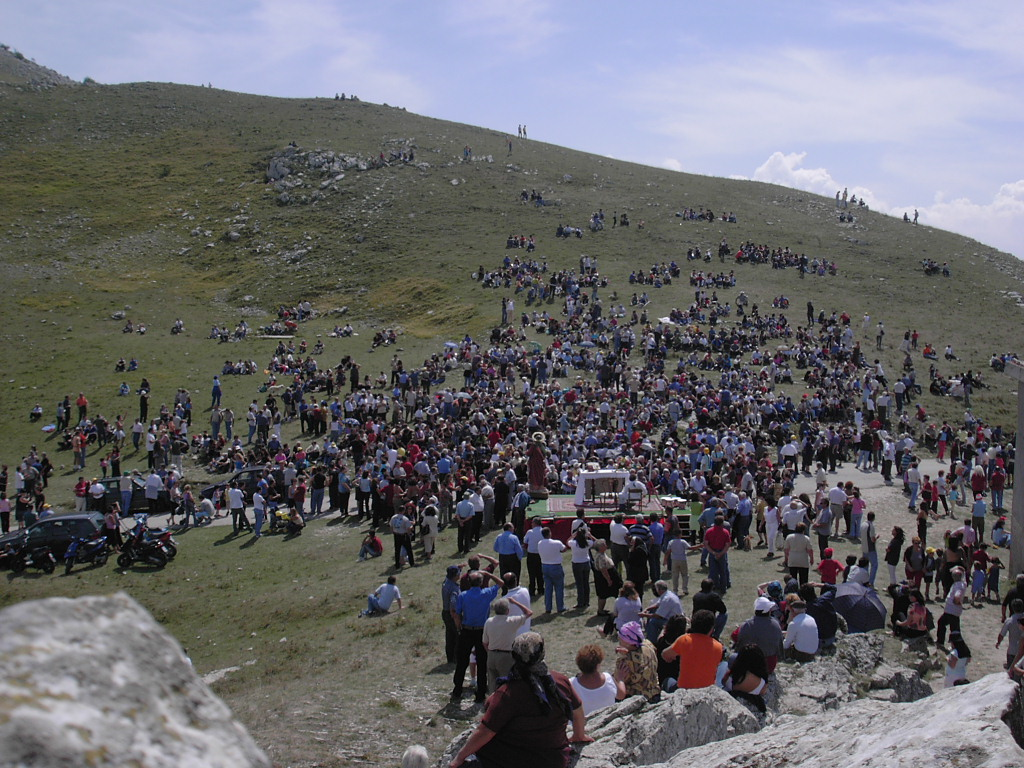
Messa su Santa Lucia
Stele risalente al periodo romano
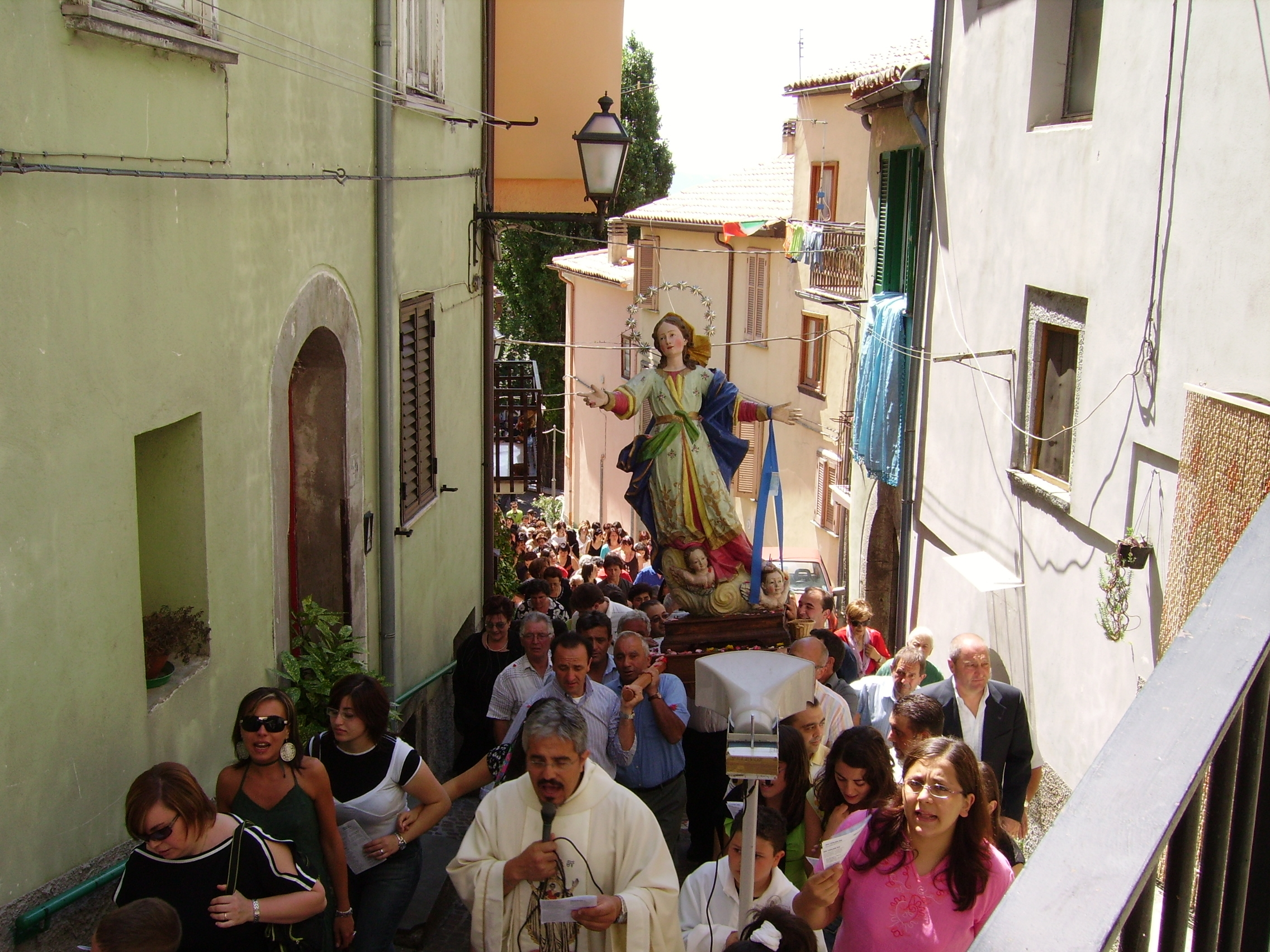
Processione Santa Maria Assunta
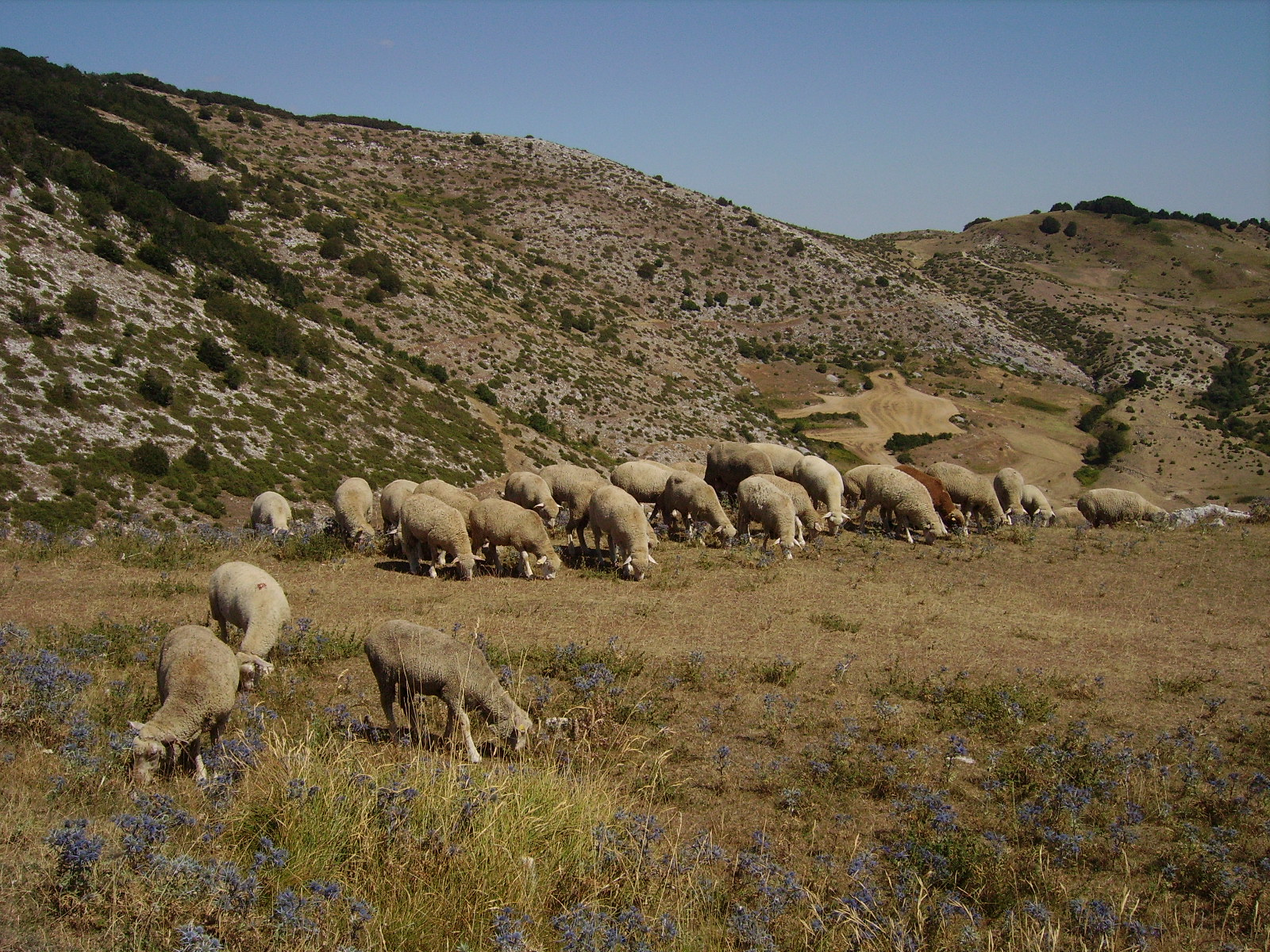
Le pecore a Santa Lucia